# 阿纳尔多·波莫多罗
阿纳尔多·波莫多罗（義大利語：Arnaldo Pomodoro，1926年6月23日—2025年6月22日）是一位意大利雕塑家。他出生于莫尔恰诺，罗马涅，现在生活和工作在米兰。他的兄弟乔·波莫多罗（1930--2002）也是一位雕塑家。
波莫多罗为密尔沃基的圣约翰福音教座堂设计了一个颇具争议的玻璃钢十字架。这件作品顶部有一个直径四米半的荆棘冠，悬浮在基督像上方。
波莫多罗的《球中球》（Sfera con Sfera）作品可以在梵蒂冈博物馆、都柏林三一学院、联合国总部和纽约的西奈山医院、华盛顿特区的赫希霍恩博物馆和雕塑花园、印第安纳波利斯的基督教神学院、旧金山的德扬博物馆、德黑兰当代艺术博物馆、爱荷华州得梅因的美国共和保险公司、俄亥俄州哥伦布的哥伦布艺术博物馆、加州大学伯克利分校、弗吉尼亚州里士满的弗吉尼亚美术博物馆、斯坦福大学以及以色列特拉维夫大学看到。

## 早年生活
阿尔纳尔多·波莫多罗于1926年6月23日出生于莫尔恰诺迪罗马涅，蒙特费尔特罗地区。他在里米尼的测量员技术学院获得文凭，之后在佩萨罗的公共工程办公室工作。他对艺术和舞台设计产生了兴趣，并在佩萨罗的艺术学院学习。:205

## 1950-60年代
1953年，波莫多罗参观了在米兰皇宫举办的毕加索展览。这次展览给他留下了深刻的印象，一年后他搬到米兰，加入了艺术界，并与卢齐欧·丰塔纳、丹杰洛、萨内西、巴伊等人成为朋友。:189他参加了米兰第10届三年展，并与他的兄弟乔一起参加了威尼斯双年展。:205
1959年，阿纳尔多·波莫多罗获得了一项研究美国艺术的资助，并首次前往美国。:189他描述了参观现代艺术博物馆并看到布朗库西的雕塑是他作品的强大灵感来源。:190在旧金山，他遇到了在加州艺术学院教书的马克·罗斯科。在纽约，波莫多罗遇到了科斯坦蒂诺·尼沃拉和恩里科·多纳蒂，他们将他介绍给弗朗兹·克莱恩、贾斯珀·琼斯、安迪·沃霍尔等艺术家。:190他还遇到了雕塑家大卫·史密斯和路易丝·内维尔森，并组织了一个名为"来自意大利的新作品"的展览，该展览致力于意大利艺术家。:205
在1960年代后期，他与纽约的马尔堡画廊建立了合作关系。1963年，波莫多罗在第七届圣保罗双年展上获得国际雕塑奖，并在1964年第32届威尼斯双年展上获得国家雕塑奖。:2051966年，他成为斯坦福大学的驻校艺术家，之后又在加州大学伯克利分校和米尔斯学院任职。:205次年，他为蒙特利尔世博会的意大利馆创作了《大球》。这件雕塑现位于罗马的法尔内西纳宫前。那一年，波莫多罗获得了匹兹堡卡内基学院的国际雕塑奖。:205

## 1970-80年代

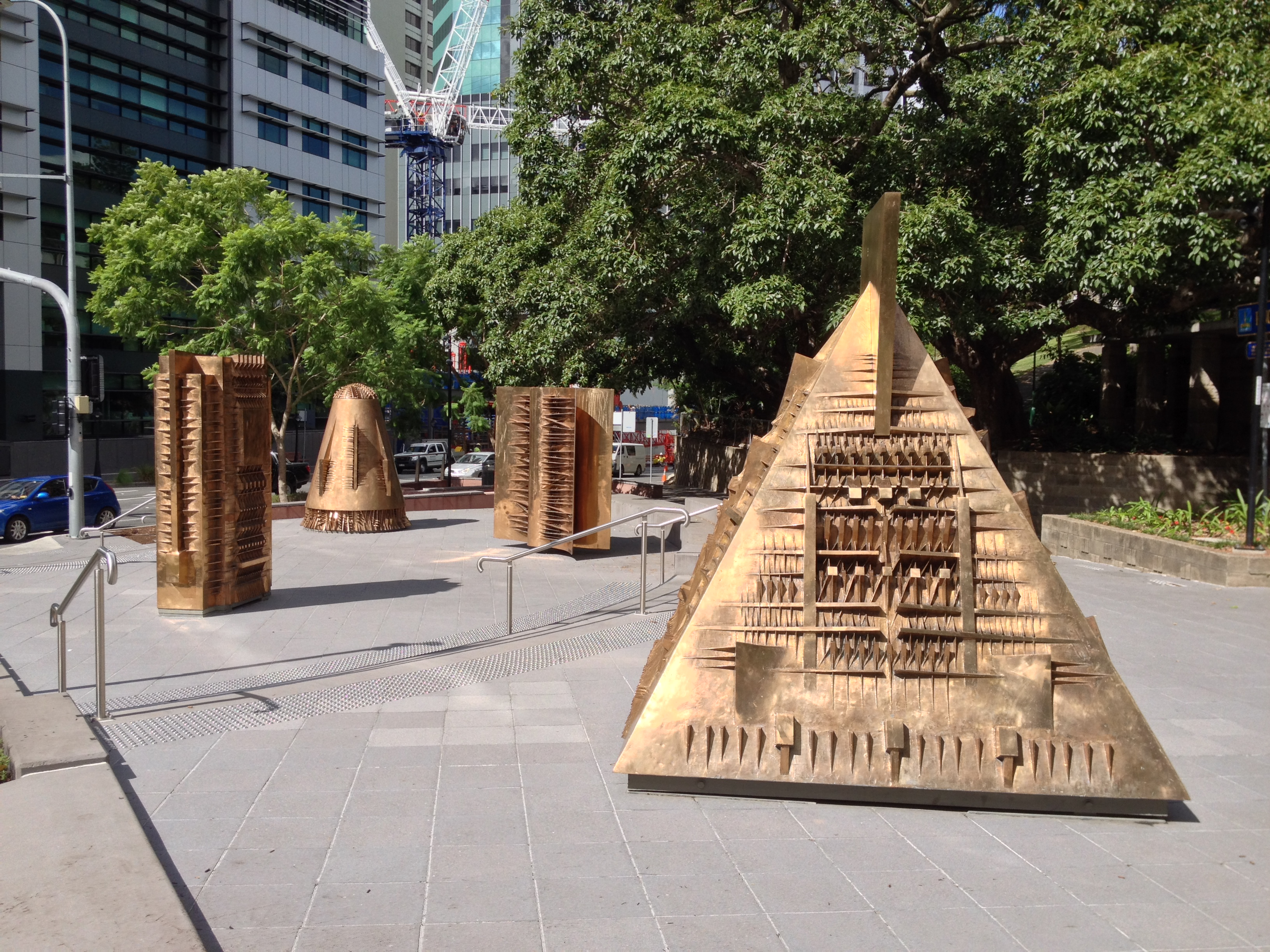
布里斯班的神话形式

1972年，阿纳尔多·波莫多罗重返舞台设计领域，为海因里希·冯·克莱斯特的戏剧《海尔布隆的凯特琴》工作，该剧在苏黎世上演。1984年，他在佛罗伦萨的贝尔韦代雷要塞举办了大型回顾展。:2051988年，波莫多罗参加了威尼斯双年展以及布里斯班世博会的国际雕塑展。他在世博会上展出的作品《神话形式》（《Forme del Mito》）后来被布里斯班市议会为布里斯班市购买。

## 1990年代至2020年代

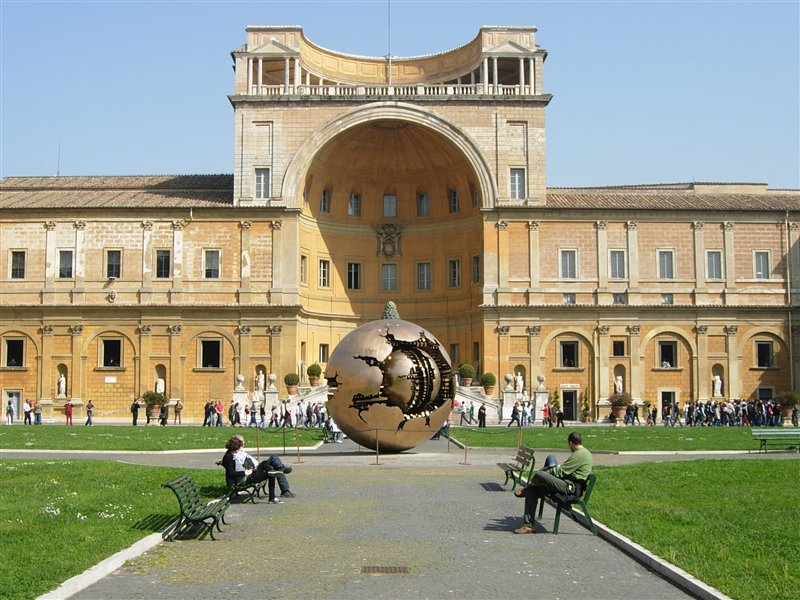
《球中球》，梵蒂冈博物馆

1990年，阿尔纳尔多·波莫多罗获得了日本艺术协会颁发的雕塑帝国奖。:206
他的作品《球中球》被安装在梵蒂冈博物馆的松果庭院中。1992年，他获得了都柏林三一学院颁发的文学荣誉学位。次年，他被提名为米兰布雷拉美术学院的荣誉会员。:206
1995年，阿纳尔多·波莫多罗基金会成立，作为致力于当代艺术的文化和展览中心。最初被设想为一个记录和存档艺术家作品的中心，它在2005年开设了展览空间，举办了扬尼斯·库内利斯、卢乔·丰塔纳和罗伯特·劳森伯格等著名艺术家的展览。
阿尔纳尔多·波莫多罗基金会的主任是弗拉米尼奥·瓜尔多尼。
1996年，阿尔纳尔多·波莫多罗被授予意大利共和国大十字骑士勋章（Cavaliere di gran croce dell'Ordine al merito della Repubblica italiana）。:206他的雕塑《球中球》被安装在纽约联合国大楼前。
2014-15年，波莫多罗完成了他的一项基础作品——《皮埃特拉鲁比亚群组》，该作品始于1975年。:206他解释了这个项目背后的想法：
"在20世纪70年代初，在一些佩萨罗朋友的建议下，我参观了皮埃特拉鲁比亚，这是一个位于马尔凯和罗马涅之间的蒙特费尔特罗的小镇，据传说建于980年。当时，这个村庄几乎完全被遗弃。我意识到它必须以某种方式重生：如果不是通过艺术家的参与，那又怎么呢？我必须启动它。所以，我有了献给皮埃特拉鲁比亚的一件作品的想法，并计划了一系列雕塑作为一个周期。《皮埃特拉鲁比亚群组》就这样诞生了，这是一个'进行中'的作品，一个由一系列雕塑定义的空间——实际上，一个成为全雕塑的空间——在这个空间中，某些价值被赋予了意义，某些历史价值，从历史总是相同的意义上说……总之，我希望任何看到这个作品的人都能在其中读到从中世纪传来的精神：升起的大门，吊桥，基础，开合的大门，也可以被视为一本正负书……"

## 名言
关于形式和运动：:199
在我看来，雕塑必须投射到空间中，以尽可能地减轻材料的重量和作品固定基座的影响。我一直试图通过加强不平衡状态来表达运动，以创造与任何静止状态或任何已达到或可预见的秩序的强烈对比。——阿尔纳尔多·波莫多罗

## 戏剧和歌剧舞台设计
- 贾科莫·罗西尼的《塞米拉米德》（1982），罗马歌剧院
- 埃米利奥·伊斯格罗基于埃斯库罗斯的文本创作的《吉贝利纳的俄瑞斯忒亚》（1983-1985）
- 克里斯托弗·马洛的《狄多王后》（1986）
- 克里斯托夫·格鲁克的《阿尔采斯特》（1987），热那亚歌剧院——舞台和服装
- 伊戈尔·斯特拉文斯基的《俄狄浦斯王》（1988），锡耶纳
- 埃及诗人艾哈迈德·肖基的《克莉奥佩特拉的激情》（1989）
- 让·热内的《屏风》（1990），博洛尼亚市立剧院——舞台和服装
- 贝尔纳-马里·科尔泰斯的《在棉田的孤独中》（1992）
- 尤金·奥尼尔的《更宏伟的宅邸》（1993）
- 维托里奥·阿尔菲耶里的《俄瑞斯特》（1993）
- 安东尼奥·塔兰蒂诺的《圣母悼歌》、《约翰福音的受难》和《圣母晚祷》（1994-1995）
- 哈罗德·品特的《月光》（1995）
- 尤金·奥尼尔的《海上戏剧》（1996）
- 让·阿努伊的《安提戈涅》（1996）
- 威廉·莎士比亚的《暴风雨》（1998）——舞台和服装
- 朱塞佩·威尔第的《假面舞会》（2005），莱比锡歌剧院——舞台和服装
- 法比奥·瓦基的《泰内克》（2007），米兰斯卡拉歌剧院——舞台和服装

## 荣誉和奖项
- 国际雕塑奖，第七届圣保罗双年展，1963年。
- 国家雕塑奖，第32届威尼斯双年展，1964年。
- 国际雕塑奖，卡内基学院，1967年。
- 雕塑帝国奖，日本艺术协会，1990年。
- 文学荣誉学位，三一学院，1992年。
- 意大利共和国大十字骑士勋章，1996年。
- 国际雕塑中心当代雕塑终身成就奖，2008年。[4]

## 画廊

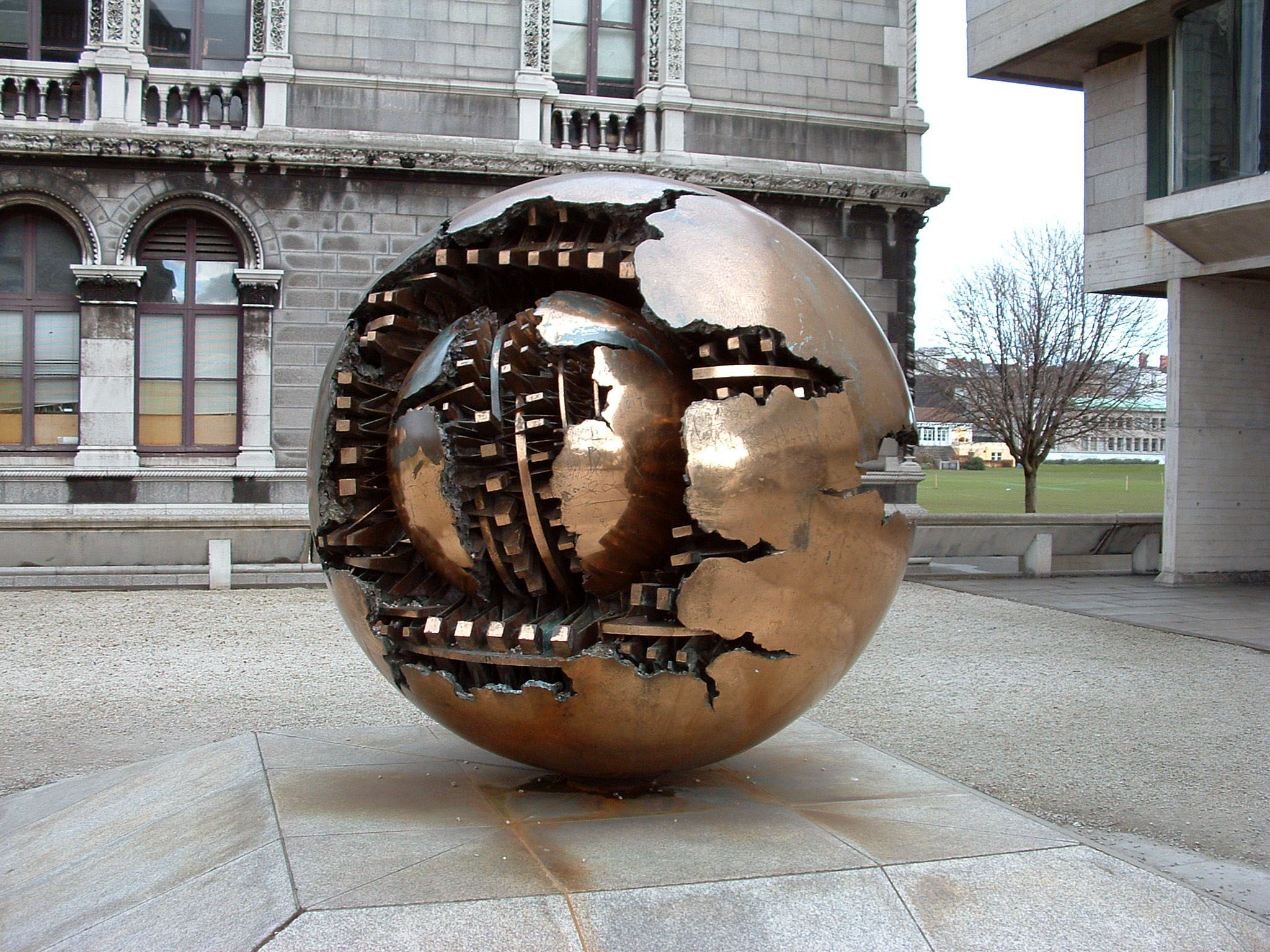
波莫多罗在都柏林三一学院的《球中球》
丹麦哥本哈根阿玛丽厄港公园中波莫多罗的四根柱子之一
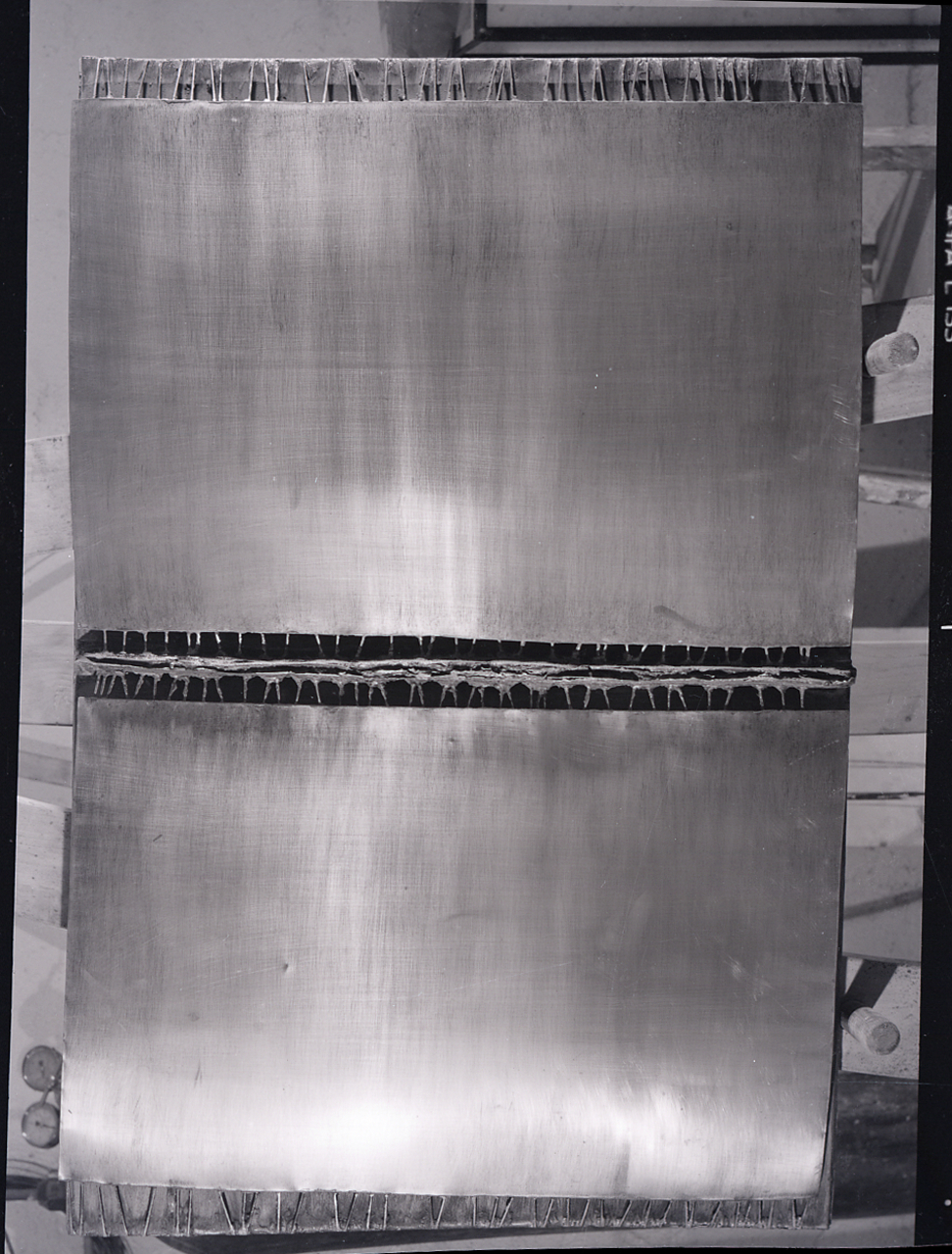
阿尔纳尔多·波莫多罗，1965年